# Tilia tuan
Espèce
Classification phylogénétique
Le Tilleul tuan  est un arbre de la famille des Tiliaceae ou des Malvaceae, sous-famille des Tilioideae, selon la classification phylogénétique.
Tilia tuan est une espèce de tilleuls trouvée dans les forêts à des altitudes de 1 200 à 2 400 m dans les provinces chinoises centrales. 
L'espèce a longtemps été considérée comme le tilleul le plus variable en Chine, acquérant de nombreux synonymes ; trois variétés sont actuellement reconnues.
L'arbre a été décrit la première fois par Henry qui l'a découvert en 1888.

## Synonymes
- Tilia angustibracteata H. T. Chang
- Tilia austro-yunnanica H. T. Chang
- Tilia chenmoui W. C.Cheng
- Tilia gracilis H. T. Chang
- Tilia hupehensis W. C. Cheng ex Hung T. Chang
- Tilia integerrima H. T. Chang
- Tilia mesembrinos Merr.
- Tilia oblongifolia Rehder
- Tilia obscura Hand.-Mazz.
- Tilia omeiensis Fang
- Tilia tristis Chun ex H. T. Chang
- Tilia tuan f. divaricata V. Engl.
- Tilia tuan var. cavaleriei Engl. & H. Lév.
- Tilia tuan var. pruinosa V. Engl.

## Répartition
Il se trouve naturellement dans les bois de Chine centrale, dans les provinces de Guangxi, Guizhou, Hubei, Hunan, Jiangsu, Jiangsu, Jiangxi, Sichuan, Yunnan, et Zhejiang.

## Description
Tilia tuan  est un arbre [à feuilles caduques] atteignant 10 à 20 m de hauteur, son écorce grise s'exfolie longitudinalement. 
Les branches sont glabres ou tomenteuses et forment une couronne ouverte. 
Les feuilles sont très minces, étroitement ovées ou ovales-oblongues à ovales-orbiculaires, de 6,5 - 17 × 3,5 - 11  cm, sur des pétioles de 1 à 6 cm, la base est oblique arrondie, tronquée ou cordée, la marge peut être entière ou avec des dents minuscules ou bien dentée, l'apex est acuminé ou aigu. La surface supérieure est presque entièrement glabre, la partie inférieure recouverte d'un feutre  proche du gris. Les inflorescences parfumées à la violette apparaissant à la fin de l'été sont des cymes comprenant 3 à 22 fleurs de 5 à 14 cm de long, les pétales mesurent de 6 à 8 mm.
Les fruits sont globuleux à obovoïde globuleux, 7 - 11 × 7–9 mm, durs, poilus et bruns ou gris. Ils mûrissent entre juillet et novembre. 
Ploïdie :  N  = 82,.

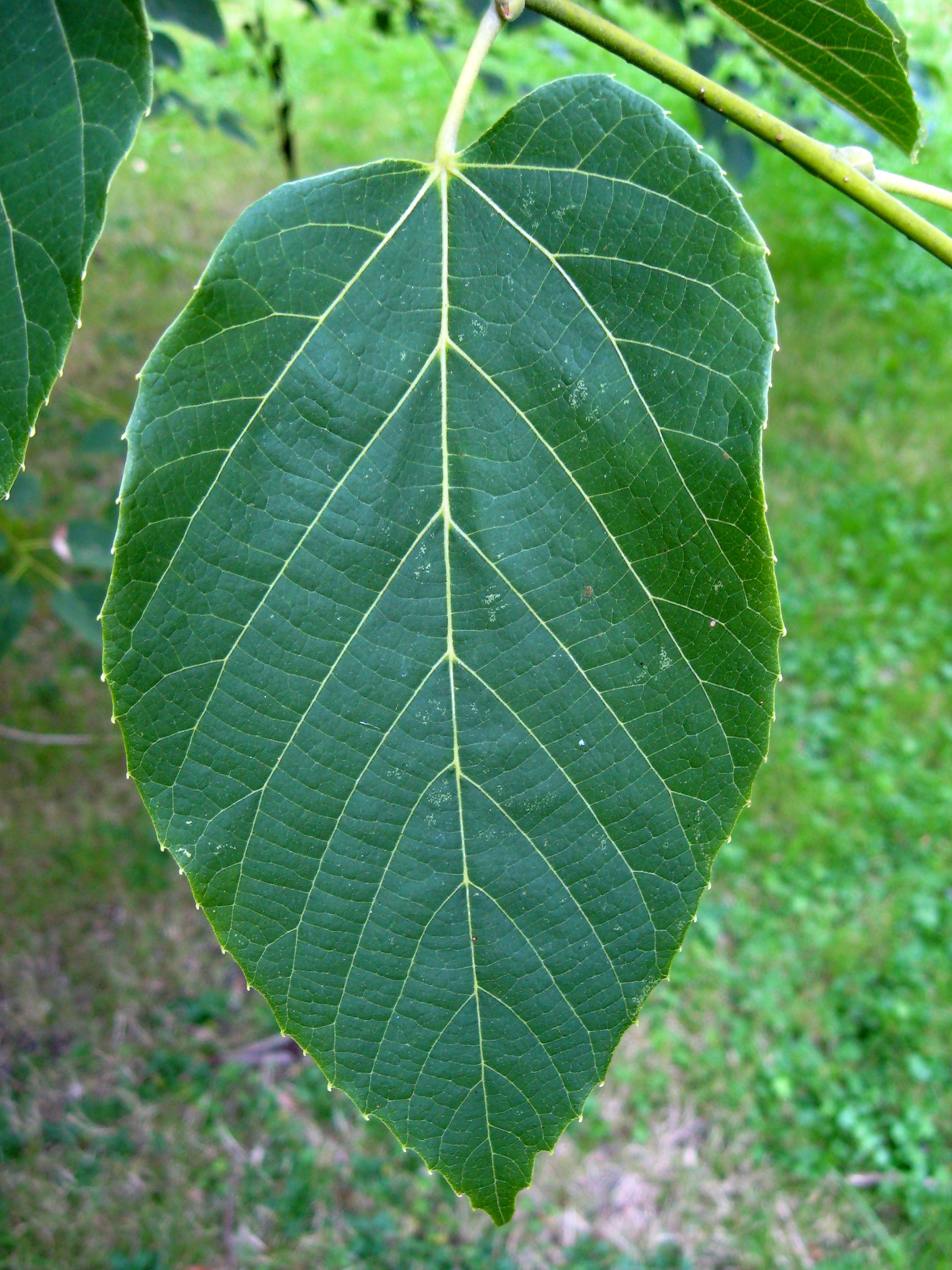
Tilia tuan, feuille.

## Variétés
Trois variétés sont reconnues, var.  Tuan , var.  Chinensis  et var.  Chenmoui , se distinguant par des différences mineures dans les inflorescences ou les bordures des feuilles.

## Historique
On pense que l'espèce et la variété  Chinensis  ont été introduites au Royaume-Uni par  Wilson lors de la collecte pour Veitch, bien qu'il n'y ait aucune trace de leur distribution.

### Arbres notables

#### Tilia tuan en France
- Dans le cadre de l'Arboretum de Chèvreloup situé dans la commune de Rocquencourt (Yvelines), comprenant 45 taxons[4].

- Les Jardins de Coursiana, dans le Gers.

#### Tilia tuan au Royaume-Uni
Probablement, les plus grands spécimens survivant au Royaume-Uni sont à Thorp Perrow Arboretum, Yorkshire, plantés en 1936 et mesurant 21 m de haut pour 0,7 m de  dhp en 2004 et à Borde Hill, Surrey.
Le dernier acheté à Aldenham, en 1932, pour la var. Chinensis,  mesurait 20 m de haut et 1 m de  dhp en 1984.